# Gilles De Haes
Pour les articles homonymes, voir Hase.
Gilles De Haes, il signait Gilli de Hase, ses contemporains écrivait son nom Gildeoss, Gil d'As, Gildenhas, et Albrecht von Wallenstein l'appelait Wildhas, parfois connu sous le nom de Gil de Hasius, est un militaire flamand de la guerre de Trente Ans et de la guerre de Candie, qui a gravi tous les échelons pour devenir général, né à Gand le 27 octobre 1596, et mort à Zara le 30 octobre 1659.

## Biographie
D'après Charles Rahlenbeck, il est né de parents pauvres : son père Jean de Haes aurait été un simple marchand brossier, et sa mère s'appellerait Barbe Tietericx. Il aurait commencé à travailler comme garçon boulanger. Pour Napoléon de Pauw,  il est en fait le quatrième enfant de Pierre de Hase, bourgeois aisé de Gand, et d'Anne d'Amman, descendante d'une des plus anciennes familles de Gand, apparentée aux familles patriciennes de la ville.

### Guerre de Trente Ans

#### Campagne dans le Palatinat
À l'âge de 27 ans, il a rejoint l'armée des Flandres dans une des bandes commandée par Ambrogio Spinola. Son régiment occupe alors le Palatinat pendant la guerre de Trente Ans et atteint le grade d' alferez ou de lieutenant au bout de cinq ans. 

#### Guerre de succession de Mantoue
Il suit Spinola pendant la guerre de succession de Mantoue, participe au premier siège de Casale Monferrato. Spinola meurt à la suite du second siège de Casale, en 1630, le 23 septembre 1630. L'Espagne a alors cédé des régiments commandés par Spinola à l'Autriche. En 1630, Gilles de Haes est alors sous les ordres du général Johann von Aldringen et gagne le grade de lieutenant-colonel. Aldringen et Gilles de Haes se sont enrichis des dépouilles de la prise de Mantoue. Le début de l'intervention suédoise en Allemagne amène l'empereur Ferdinand II à signer avec le roi de France et le duc de Savoie le traité de Cherasco, le 6 avril 1631, lui permettant de ramener en Allemagne l'armée impériale se trouvant en Italie. 

#### Période suédoise de la guerre de Trente Ans
Tilly est battu par les Suédois à la bataille de Breitenfeld, le 17 septembre 1631 (le 7 septembre suivant le calendrier julien). Gilles De Haes qui n'a pas participé à cette bataille est de passage à Gand. Tilly meurt le 30 avril 1632 à la suites de blessures reçues à la bataille de Rain am Lech. Ferdinand II nomme Albrecht von Wallenstein commandant de l'armée impériale, en décembre 1631. Ce dernier a réussi à mettre sur pied une armée de 40 000 hommes qu'il a passé en revue sous les murs de Rakonitz. Gilles De Haes est alors colonel propriétaire d'un régiment qu'il avait pu former grâce à l'argent gagné en Italie. Wallestein a décidé de détacher l'électeur de Saxe de son alliance avec les Suédois. Il a confié cette mission au général Heinrich von Holk qui était entré à son service en 1629. Holk a alors dévasté et au pillé l'électorat de Saxe jusqu'aux abords de Dresde le 19 septembre 1632. Le régiment de Gilles De Haes a participé à cette campagne. Les ordres de Wallenstein étaient de faire de la Saxe un désert. En septembre 1632, les armées commandées par Wallenstein et de Gustave II Adolphe se rencontrent près de Nuremberg à la bataille de l'Alte Veste (24–25 août 1632), puis à la bataille de Lützen, le 16 novembre 1632. Gilles De Haes a participé à la bataille sous les ordres d'Heinrich von Holk. Wallenstein a perdu la bataille avec des pertes importantes au cours de laquelle Gustave II Adolphe est tué. L'armée impériale s'est repliée vers la Bohême. Après la mort d'Heinrich von Holk de la peste, le 9 septembre 1633, Gille De Haes est passé de l'armée de l'Elbe à l'armée du Danube sous les ordres de Johann von Aldringen. Pendant l'année 1633, Impériaux et Suédois s'observent sans s'affronter. Wallenstein accusé de trahison par l'empereur est tué le 25 février 1634. Il participe à la prise d'Ingolstadt et à la bataille de Nördlingen dans l'aile droite de l'armée de la Ligue catholique, le 5-6 septembre 1634, sous les ordres de Ferdinand de Hongrie, où ses actions font l'admiration de Charles IV de Lorraine. Ce dernier envoir Gilles de Kaes auprès de sa cousine Claude de Médicis, à Innsbruck, qui lui demande un défenseur.

#### Guerre dans la Valtenine au service de Claude de Médicis
Il quitte Innsbruck avec son régiment complété par la milice du Tyrol en juin 1635 comme général de l'armée du Tyrol pour soutenir les Impériaux dans la Valteline et envahir les Grisons. Louis XIII demande à Henri II de Rohan d'être son ambassadeur extraordinaire dans les Grisons en Suisse afin d'en éloigner l'empire d'Autriche qui occupe la Valteline. En 1635, Rohan reçoit le commandement des troupes royales en Valteline et pille les vallées du Tyrol. Gilles de Kaes a demandé l'aide des troupes espagnoles commandées par le comte de Serbellone. Après un premier refus, celui-ci est venu à son aide quand les troupes françaises ont voulu attaquer le Milanais, permettant de chasser les troupes françaises du Tyrol. Rohan quitte l'armée après cet échec en 1636 et la réconciliation entre la maison de Habsbourg et les ligues grisonnes.
En juin 1636, il se trouve au bord du Tessin, face à l'armée française commandée par le duc de Créquy. Il combat avec les Espagnols qui sont sous les ordres de Diego Mexía Felípez de Guzmán, marquis de Leganés  à la bataille de Tornavento qui est restée indécise et où il est gravement blessé. Il reprend les combats en août, reprend en deux mois les châteaux du duché de Parme et Plaisance. Les villes ont préféré se racheter pour éviter d'être livrée au pillage ce qui rapporte en quelques semaines 50 000 doublons d'Espagne. En 1637, il occupe la Valteline abandonnée par les Français. Il est au siège de Verceil en 1638.

#### Au service de de Ferdiand III de Habsbourg. Derniers combats contre les Suédois
En avril 1639, un traité entre les alliés, puis une convention en septembre, a fait passer le régiment de Gilles de Kaes du service de la maison archiducale et de l'Espagne à celui de la maison de Habsbourg. Il est appelé en Allemagne par l'empereur Ferdinand III en 1639. Il est nommé général-major. Il remporte quelques succès contre les Suédois. En 1640, les Impériaux brûlent les villages autour de Treysa. Il est battu sous les murs de Ziegenhain par les troupes de Saxe-Weimar commandée par Reinhold de Rosen, le 15 novembre 1640. Il est grièvement blessé à la cuisse et l'oblige à s'arrêter pendant six mois. Il reprend les combats au printemps comme lieutenant du Feldmarschall Godfried Huyn van Geleen, s'empare de  villes de Dourlach, Willstett, Mahlberg et arrive devant la ville et le château de Kauzenburg, sur la colline à Bad Kreuznach. La garnson s'est rendue le 2 juin 1641. Gilles de Haes a fait passer les soldats allemands au fil de l'épée et a laissé la vie sauve au commandant, à sa femme, à sa mère et 22 soldats français. Après avoir fait un voyage à Gand, il est accusé à son retour d'avoir abandonné le général Otto Christoph von Sparr pendant l'attaque du château d'Hohentwiel. Il est reconnu non coupable par le tribunal. Ayant perdu le commandement d'une armée, il est envoyé en mission en Suisse avec le conseiller Isaak Volmar.

### Au service de la république de Venise
Contacté par la république de Venise, il a donné sa démission de général-major autrichien. Il entreprend de lever une petite armée pour participer au conflit entre la république de Venise et le Saint-Siège, mais un accord ayant été trouvé dans ce conflit avant qu'il intervienne. Avec ses soldats, il s'est alors trouvé sans emploi et recherche un souverain ou un État pour les vendre. Il s'est adressé à ses anciens compagnons d'armes, Jean de Werth et Franz von Mercy, qui lui ont conseillé de se mettre au service de l'électeur de Bavière. Les négociations durant en longueur, l'accord de l'électeur de Bavière n'est donné qu'à la fin de 1644 quand Gilles De Haes se trouve à Venise et a accepté la proposition de la république de lui confier le commandement en chef de l'armée dans la guerre contre les Turcs. Il embarque sur la flotte de la Sérénissime en février 1645 pour rejoindre la Sicile. Il combat les Turcs en Morée qui mal préparés sont battus dans plusieurs rencontres. Le sénat de Venise l'a récompensé en inscrivant son nom sur le livre d'or de la république. En 1646, il combat victorieusement dans l'île de Zante. Il est alors envoyé dans l'île de Candie où les armées vénitiennes sont en difficulté, deux ans après le début de la guerre de Candie et les Ottomans menacent la capitale Candie. Il réussit à rétablir la situation. Il s'en vante et s'attire l'animosité d'Alvise Mocinego, gouverneur de l'île. Il remporte une dernière victoire contre les Turcs à Sebenico, en 1650. Gilles de Haes est de retour à Venise à la fin de 1650. Dans une lettre qu'il écrit le 14 juillet 1651 à son cousin, Luc de Hase, il lui apprend qu'il vient d'être nommé au poste du « généralat et gouvernement des armes de cette république » à Candie. Cependant ses mauvaises relations avec Alvise Mocenogo l'a amené à donner sa démission. Il est remplacé par Leonardo Foscolo comme généralissime de la Dalmatie. Gilles de Haes prend sa place de gouverneur de Zara. Il a embarqué sur la flotte commandée par Nicolò Foscolo pour combattre les Turcs, mais sur des accusations de ce dernier d'outrages, il est banni sur l'île de Corfou et ses fonctions temporairement révoquées en 1657. En 1653, il est encore Venise engagé dans sa brouille avec le généralissime Foscolo. Une lettre de Jacqueline de Hase, datée du 9 mars 1658, apprend que le général a repris du service pour la république de Venise mais a été atteint par la peste mais qu'il s'est rétabli mais son fils en était mort. Une lettre de sa nièce Antoinette Rollin van Nobis écrite de Milan le 10 décembre 1659 annonce que le général était mort un mois plus tôt en Dalmatie.

## Portrait
Un portrait en buste de Gil de Hasius se trouve dans la salle 160 des galeries historiques du musée de Versailles.
Un petit portrait du général que la tradition familiale disait avoir été amené de Venise en Flandre porte l'inscription GIL DE HASIUS, BELGA, GANDENSIS, MILITIÆ VENETÆ DUX GENERALIS. Ce portrait a été gravé par Matthäus Merian dans l'ouvrage Theatrum Europaeum, en 1647.

## Littérature
Gilles de Haes, aussi écrit Gildase, est cité par Gérard de Nerval dans le feuilleton Les Faux Saulniers publiés en 1850 dans Le National.